# Denna
Denna es un personaje ficticio y protagonista femenino principal de la Crónica del asesino de reyes escrita por el estadounidense Patrick Rothfuss y que consta de El nombre del viento (The Name of the Wind), El temor de un hombre sabio (The Wise Man's Fear), y un último libro el cual aún está sin fecha de publicación: Las puertas de piedra (The Doors of Stone, título provisional). Kvothe, el protagonista de la obra, tiene profundos sentimientos hacia ella.

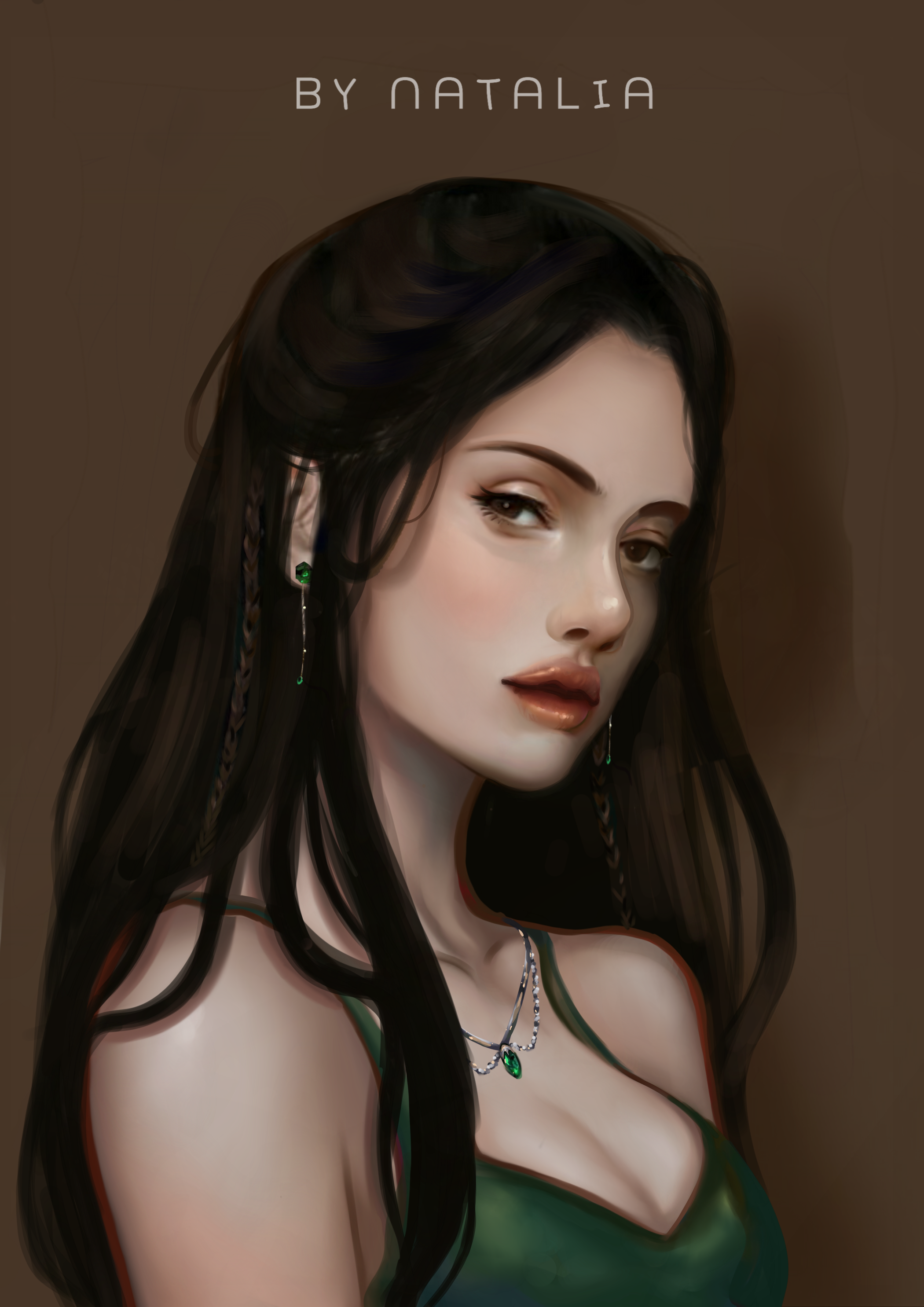
Kingkiller denna bynataconfressas

## Descripción
Denna es una chica joven de la que Kvothe está enamorado. Raramente se queda en el mismo lugar mucho tiempo por lo que los encuentros con él son muy esporádicos. Denna nunca habla de su pasado y cada vez que aparece se cambia de nombre y de acompañante.
Tiene el cabello castaño, una hermosa figura y una voz cautivadora, si bien, según Bast y el mismo Kvothe, no es perfecta. Hermosa, inteligente y elegante, también tiene talento para la música y el canto. Está protegida por un misterioso mecenas.

## Historia
Poco se sabe del pasado de Denna, ya que es una muchacha misteriosa que cambia de identidad varias veces.

### El nombre del viento
En el primer libro, Kvothe se encuentra con ella por primera vez en una caravana hacia Imre, dirigida por Roent, y desde ese entonces se quedó enamorado de ella. Ella sigue hacia Anilin, mientras Kvothe se queda en la Universidad.
Más adelante, estando en el Eolio, Kvothe intenta tocar la Balada de Sir Savien Traliard para ganarse el caramillo de plata, y con ello darse a conocer y obtener la posibilidad de conseguir un mecenas, y es ella quien imprevistamente, acompaña a Kvothe en la parte femenina de la canción. Después de cantar, Kvothe la encuentra acompañada de Sovoy.
Desde allí, tienen encuentros esporádicos, en la mayoría de los cuales ella aparece acompañada por uno u otro muchacho, pero es evidente que ambos se atraen. Con el tiempo, quedan varias veces para verse, pero en todas ellas Kvothe tiene inconvenientes que le impiden asistir a las citas (el más notorio es el incidente del incendio de la Factoría, en el que Kvothe sale herido por salvar a Fela).
Finalmente, cuando Kvothe viaja hacia la granja de los Mauthen para buscar indicios de los Chandrian, la encuentra en la posada de Trebon, siendo ella la única superviviente de la masacre de la boda. Pasan un par de días juntos cuando deciden buscar indicios en los alrededores del Monte Túmulo acerca de los Chandrian y del misterioso protector de ella, cuando encuentran a un Draccus Común, un lagarto enorme, comedor de árboles y adicto a la Resina de Denner.
En un momento Denna ingiere por error un caramelo de Resina de Denner y comienza a verse afectada por los efectos de la droga, a pesar de que Kvothe la ayuda a eliminarla de su organismo. Durante el delirio provocado por la droga, habla con Kvothe y le confiesa que su mecenas le pegó para evitarle problemas tras la masacre de la boda, lo que solo consigue aumentar la desconfianza de Kvothe acerca de su misterioso mecenas, al que llaman "Maese Fresno".
Se separan cuando él corre hacia la ciudad de Trebon para salvarla del delirante reptil.
Más adelante vuelven a encontrarse en Imre, y entablan una relación amistosa cordial, encontrándose más a menudo en el Eolio.

### El temor de un hombre sabio
En el segundo libro, Denna sigue encontrándose con Kvothe en Imre, cada vez con más frecuencia, y alguna vez lo visita en Anker's, la taberna en la que Kvothe toca su laúd a cambio de alojamiento. Comienza a tocar la lira, pero Kvothe consigue que se interese más por el arpa, instrumento que comienza a aprender. Va cambiando de posada, lo que le dificulta a Kvothe encontrarla. Durante una de sus citas, le regala a Kvothe un estuche nuevo para su laúd, con el interior de terciopelo granate y con un compartimento secreto para guardar sus cosas. Más tarde Denna se ve obligada a marcharse de Imre hacia Yll.
Vuelve a encontrarse con Kvothe en Severen, donde tienen varias citas. En algunos momentos, Denna se ve obligada a abandonar la ciudad permanentemente porque tiene que viajar con su mecenas, el cual la maltrata de vez en cuando y le deja cardenales en el cuerpo. En un momento de la historia, salva a una niña que ejercía de prostituta en las calles de Severen, y le explica cómo tiene que actuar con los hombres para tener cuidado. En una de sus citas con Kvothe, se van a un bosque a las afueras de la ciudad víntica, donde ella le toca una canción con el arpa sobre Lanre. Al parecer, esto molesta a Kvothe, ya que la canción no se corresponde con la realidad: Lanre no era un héroe, sino que se volvió loco y dejó que el imperio fuera destruido. Kvothe y Denna comienzan a discutir a raíz de esto, y finalmente vuelven cada uno por su lado a la ciudad, enfadados.
No vuelve a aparecer hasta el final de libro, en Tarbean, donde Kvothe la rescata de ahogarse en una taberna llamando al viento. Después se vuelven a ver en Imre, y tienen una cita en un bosquecillo entre el camino de Imre a la Universidad. Allí, en un arroyo, ella le cuenta a Kvothe que las piedras cuentan historias si las escuchas. Se bañan en el arroyo, y ella se tumba en una piedra en medio del agua para secarse al sol. Ahí Kvothe puede apreciar sus cardenales. Después de eso, juguetean un poco y están a punto de besarse, pero los dos se ruborizan al darse cuenta de la proximidad a la que se encuentran. Finalmente vuelven a casa.